# Josefitas
Se llaman josefitas a una congregación de sacerdotes misioneros de S. José, instituida en Lyon en 1656 por un tal Cretenet, cirujano que nació en Champlille en Borgoña que se había consagrado al servicio del hospital de Lyon.
El primer destino de estos sacerdotes fue hacer misiones en las parroquias del campo. Se encargaron también de la enseñanza de las humanidades en muchos colegios. Llevan el vestido ordinario de eclesiásticos y son gobernados por un general. 
Hay también una congregación de jóvenes, llamadas hermanas de S. José, que fue instituida en Puy-en-Velay por el obispo de esta ciudad en 1650 y que se esparció en muchas de las provincias meridionales de Francia. Estas jóvenes abrazan todas las obras de caridad y misericordia como el cuidado de los hospitales, la dirección de las casas de refugio, la educación de los huérfanos pobres, la instrucción de las niñas en las escuelas, la visita de los enfermos en las casas particulares, las juntas de caridad, etc. No hacen más que votos simples de los que pueden ser dispensados por los obispos bajo cuya obediencia viven. Es preciso que también el cirujano Cretenet haya formado la idea de este instituto porque en muchos lugares estas jóvenes son llamadas cretenistas.
Bajo el mismo nombre de josefitas se conoce también a una congregación religiosa fundada en Gante en 1817 por el canónigo Constant Van Crombrugghe (1789-1865) y dedicada sobre todo a la formación de los jóvenes.